# La Mesa (Nowy Meksyk)
La Mesa – jednostka osadnicza w Stanach Zjednoczonych, w stanie Nowy Meksyk, w hrabstwie Doña Ana.